# Número característico (dinámica de fluidos)
Los números característicos son números adimensionales usados en la Dinámica de Fluidos para describir la conducta del flujo. Para comparar una situación real (por ejemplo, una aeronave) con un modelo a pequeña escala, es necesario mantener los números característicos importantes del mismo. Los nombres de estos números fueron normalizados en ISO 31, ISO 31-12.
- Datos: Q109311256